# Chamaedorea scheryi
Chamaedorea scheryi är en enhjärtbladig växtart som beskrevs av Liberty Hyde Bailey. Chamaedorea scheryi ingår i släktet Chamaedorea och familjen Arecaceae. Inga underarter finns listade i Catalogue of Life.